# 瀬戸りな
瀬戸 りな（せと りな、1999年1月25日 - ）は、日本のアイドルである。埼玉県川越市出身。オンズプロダクション所属。「お掃除ユニット川越CLEAR'S」のメンバーで、地元川越を拠点として活動している。

## 略歴
2013年9月29日 本川越PePeでの川越CLEAR'Sお披露目ライブにてデビュー
2014年6月4日 小江戸川越観光親善大使を委嘱される（川越市観光課）
2014年9月10日 1stシングル「ビ・ビ・ビ・ビューティー!!!」（Version music）でメジャーデビュー。
2015年3月18日 2ndシングル「ヨゴしたくないcry」リリース
2015年10月21日 3rdシングル「答えしか知らないツライ」リリース
2016年2月13日 勝手に埼玉応援隊に任命される（埼玉県広聴広報課）
2016年9月21日 4thシングル「キラリ☆NiPPON」（レーベルがavexに移籍）
2017年6月7日 5thシングル「HEART WASH」リリース
2018年1月から地域コミュニティFMラジオ局『発するFM』のラジオドラマに出演
2018年3月28日 1stアルバム「We are CLEAR’S」リリース　avexエイベックス
2018年4月25日・5月25日に、ミュージカルシンデレラにアンサンブル出演
2018年9月30日 川越、仙台、熊本の合同ユニット"SAMURAI CLEAR'S"にて投票1位を獲得
2018年11月29日、30日には、ミュージカル"ラプンツェル"にてアンサンブル出演
2019年9月2日、「そこにあるBU.KI.MI」（テレ玉）にてテレビドラマ初出演
2019年10月22日、「モモと時間泥棒」にてミュージカル初出演

## 人物
愛称はせっち。
小、中学校時代にアイドルに憧れ、地元川越在住であることから、2013年に川越CLEAR'Sでデビューを果たす。
趣味はカラオケ、特技はエレクトーン。
アイドル好きで知られ、好きなアイドルは、同学年でもある私立恵比寿中学の安本彩花、柏木ひなた、廣田あいか。中でも特に安本が好きで、握手会にも参加する熱狂的なファンでもあり、自身の生誕イベントの時には安本本人からビデオメッセージを貰ったという。
自己紹介は「思いをパフォーマンスに込めます。しあわせっちがみんなに届きますように。」
特技は、全力全開のパフォーマンスと歌唱力で、川越CLEAR'Sのステージを引っ張っている。
2018年4月25日には、ずっと夢と語っていたミュージカルにも出演を果たした。
5周年ライブでは、「Survive5」で初の作詞も行った。
弟が一人いる。

## 出演

### 舞台
- 劇団DreamPrincess『スリーアウト！～ホームラン篇～』[5]（2018年8月29日 - 9月2日、新宿村LIVE）希実 役

### ミュージカル
- JMAミュージカル公演『シンデレラ』[6]（2018年4月25日・5月25日、渋谷伝承ホール）アンサンブル
- JMAミュージカル公演『ラプンツェル』[6]（2018年11月29日・30日、大田文化の森ホール）アンサンブル
- 2019 esPresso Live Musical『モモと時間泥棒』（2019年10月22日、Live Cafe BENTEN）モモ 役（主演）

### テレビドラマ
- 『そこにあるBU.KI.MI』（2019年9月2日、テレ玉）
- 『そして、ユリコは一人になった』（2020年3月5日 - 4月23日、全8話、カンテレ、U-NEXT）

### ラジオドラマ
- 発するFM ミズホ役

## 楽曲
「Survive5」（作詞：瀬戸りな / 作曲：川越CLEAR'Sメンバー）